# ميشيل مارش (عارضة)
ميشيل مارش (بالإنجليزية: Michelle Marsh)‏ هي عارضة بريطانية، ولدت في 30 سبتمبر 1982 في Royton ‏ في المملكة المتحدة.

## وصلات خارجية
- ميشيل مارش على موقع IMDb (الإنجليزية)
- ميشيل مارش على موقع ميوزك برينز (الإنجليزية)
- ميشيل مارش على موقع ديسكوغز (الإنجليزية)
- ميشيل مارش على موقع قاعدة بيانات الفيلم (الإنجليزية)
- ميشيل مارش على موقع كينوبويسك (الروسية)